# Dennis Dioukarev
Dennis Dioukarev, född 27 mars 1993 i Angereds församling i Göteborg, är en svensk-rysk politiker (sverigedemokrat). Han är ordinarie riksdagsledamot sedan 2014, invald för Göteborgs kommuns valkrets sedan 2018 (dessförinnan Jönköpings läns valkrets 2014–2018). Vid tidpunkten för hans riksdagsinträde 2014 var Dioukarev den yngste ledamoten att bli invald i Sveriges riksdag.

## Biografi
Dioukarev är uppvuxen i Göteborg med ryska föräldrar. Diouksrev studerade ekonomi vid Linnéuniversitetet i Växjö före sitt inträde i Riksdagen 2012–14. Han har efter riksdagsinträdet fortsatt sina studier på kandidatprogrammet i företagsekonomi vid Stockholms universitet. Han arbetade som ekonomiassistent 2013–14.
Dioukarev var ledamot i förbundsstyrelsen i SDU, 2013–14. Ordförande för Sverigedemokraterna i Kronoberg 2014–15, samt vice nationell talesperson i Ungsvenskarna 2015–16.
Dioukarev valdes in i Riksdagen i valet 2014 för Jönköpings läns valkrets och sedan valet 2018 för Göteborgs kommuns valkrets. Han är sedan 2014 ledamot i finansutskottet. På Sverigedemokraternas landsdagar i Karlstad år 2021 valdes Dioukarev in i Sverigedemokraternas partistyrelse.
Dioukarev blev vald till vice ordförande i Riksbankens Jubileumsfond i november 2022.
Den 12 januari 2024 utsågs Dioukarev till utredare av regeringen, med uppdraget att se över kontanternas ställning i samhället. Utredningen som kom att heta Kontantutredningen slutredovisades på en pressträff med finansmarknadsministern i december 2024.